# Barış Arduç
Barış Arduç (Scherzingen, 9 de octubre de 1987) es un actor turco de cine y televisión.

## Primeros años
Nacido y criado en Scherzingen, Suiza, regresó a Turquía con su familia, donde completó su educación primaria y secundaria. Después de conocer a la actriz de teatro Ayla Algan, se dedicó a la actuación profesional.

## Trayectoria

### 2011-2014:Benim İçin Üzülme,Bugünün Saraylısıy películas de cine
Arduç comenzpo su carrera en 2011, teniendo pequeñas participaciones en series como Küçük Hanımefendi, Dinle Sevgili y Pis Yedili. En 2012, interpretó el papel de Ahmet Avcıoğlu en la serie Benim İçin Üzülme de ATV, escrita y dirigida por Mahsun Kırmızıgül y filmada en Hopa, Artvin. A pesar de que su personaje, un joven aficionado al deporte y que quiere jugar al fútbol en Trabzonspor, solo apareció en el primer episodio y luego en flashbacks, gustó tanto que tras su muerte en la serie, una pancarta de 10 metros fue colocada en las tribunas del Estadio Şenol Güneş.
Más tarde, en 2013, se incorporó, en el quinto episodio, a la serie Bugünün Saraylısı. Durante dos temporadas, interpretó al personaje del empresario Selim Bayraktar, que gestiona los activos y las empresas de una joven llamada Ayşen Kaya, única superviviente de un grupo de empresas e interpretada por Cansu Tosun. La serie terminó tras cinco episodios de la segunda temporada, debido a los bajos índices de audiencia.
Barış Arduç tuvo su primer debut cinematográfico en la película de 2014, Sadece Sen, en la que interpretó al personaje de Emin. En noviembre del mismo año, en la película Deliha, dirigida por Hakan Algül, y Arduç interpretó el papel del fotógrafo Şirinceli Cemil.

### 2015-2018:Racon: Ailem İçin,Kiralık AşkyMutluluk Zamani
En 2015 tuvo su primer papel protagónico, junto a Mehmet Aslantuğ, Hande Doğandemir y Tomris İncer en la serie Racon: Ailem İçin, emitida por ATV y en la que interpretó a Tekin Atan, el hijo adoptivo y confidente del personaje de Mehmet Aslantuğ, Kenan Korhan. Debido a los bajos índices de audiencia, la serie terminó después de 4 episodios.
En junio de 2015, fue seleccionado para coprotagonizar junto a Elçin Sangu, la serie de comedia romántica de Star TV, Kiralık Aşk. En la misma interpretó a Ömer İplikçi un reconocido diseñador de calzado y empresario, por lo que obtuvo una gran base de admiradores en el Medio Oriente y ganó premios. Kiralık Aşk, que comenzó a transmitirse en los meses de verano, se convirtió rápidamente en una de las series más populares y logró un gran éxito en las redes sociales, logrando los teasers millones de vistas en la plataforma YouTube.
Barış Arduç se convirtió en el rostro publicitario de la empresa Derimod en 2015. El clip publicitario que los mostraba con 6 mujeres diferentes en un casino se lanzó bajo el lema "Derimod on my feet". La campaña publicitaria ocupó su lugar en televisión, vallas publicitarias, sitios de Internet y revistas en octubre del mismo año.
En noviembre de 2017, Arduç protagonizó, junto a Elçin Sangu, la película de comedia romántica Time of Happiness / Mutluluk Zamanı, que fue dirigida por Şenol Sönmez.

### 2019-presente:Kuzgun,Çukur,KulüpyAlparslan: Büyük Selçuklu
En febrero de 2019, Arduç fue seleccionado para protagonizar la serie dramática Kuzgun de Star TV. Retrató la historia de un hombre que regresó en busca de venganza después de estar fuera durante 20 años. El 12 de marzo de 2020, se confirmó que Arduç había sido elegido para la serie dramática Çukur de Show TV, protagonizada por Aras Bulut İynemli. Incorporándose al elenco en su tercera temporada, interpretó el papel de Arik Boke Erdenet, el hermano menor del antagonista principal.
En 2021 interpretó a Fıstık İsmail en la serie de Netflix, Kulüp (The Club). En julio, Akli Film, el productor de Uyanış: Büyük Selçuklu, anunció que Arduç está involucrado en la segunda temporada, que está basada en la vida de los sultanes selyúcidas. Arduç retrata el papel principal de Alp Arslan en Alparslan: Büyük Selçuklu.

## Filmografía
| Películas  | Películas                 | Películas         | Películas                                  | Películas                                  |
| Año        | Título                    | Papel             | Director                                   | Notas                                      |
| ---------- | ------------------------- | ----------------- | ------------------------------------------ | ------------------------------------------ |
| 2014       | Sadece Sen                | Emin              | Hakan Yonat                                |                                            |
| 2014       | Deliha                    | Cemil             | Hakan Algül                                |                                            |
| 2017       | Mutluluk Zamanı           | Mert Sönmez       | Şenol Sönmez                               |                                            |
| Televisión |                           |                   |                                            |                                            |
| Año        | Título                    | Papel             | Director (es)                              | Notas                                      |
| 2011       | Küçük Hanımefendi         | Cenk              | Özer Kızıltan                              |                                            |
| 2011       | Dinle Sevgili             | Hakan             | Irmak Çığ, Fulya Yavuzoğlu, Mehtap Köroğlu |                                            |
| 2011       | Pis Yedili                | Sinan             | Süleyman Seçik                             | Papel secundario (temporada 1, episodio 5) |
| 2012       | Benim İçin Üzülme         | Ahmet Avcıoğlu    | Mahsun Kırmızıgül, Serkan Birinci          | Papel secundario                           |
| 2013-2014  | Bugünün Saraylısı         | Selim Bayraktar   | Kudret Sabancı                             | Papel secundario                           |
| 2015       | Racon: Ailem İçin         | Tekin Atan        | Mehmet Ada Öztekin                         | Papel principal                            |
| 2015-2017  | Kiralık Aşk               | Ömer İplikçi      | Metin Balekoğlu, Barış Yöş, Şenol Sönmez   | Papel principal                            |
| 2019       | Kuzgun                    | Kuzgun Cebeci     | Bahadır İnce                               | Papel principal                            |
| 2020       | Çukur                     | Arık Böke Erdenet | Sinan Öztürk                               | Papel secundario                           |
| 2021       | Kulüp                     | Fıstık İsmet      | Seren Yüce, Zeynep Günay Tan               | Papel principal                            |
| 2021       | Alparslan: Büyük Selçuklu | Alp Arslan        | Çağatay Toson                              | Papel principal                            |

## Singles
| Banda sonora | Banda sonora     | Banda sonora              | Banda sonora    | Banda sonora |
| Año          | Título           | Intérprete(s)             | Película        | Notas        |
| ------------ | ---------------- | ------------------------- | --------------- | ------------ |
| 2017         | Bu Su Hiç Durmaz | Baris Arduc y Elçin Sangu | Mutluluk Zamanı |              |

## Premios y nominaciones
| Año  | Premio                                                                         | Categoría                                | Trabajo     | Resultado | Ref.   |
| ---- | ------------------------------------------------------------------------------ | ---------------------------------------- | ----------- | --------- | ------ |
| 2015 | Premio KKTC                                                                    | Mejor Actor                              | Kiralık Aşk | Ganador   | [ 21 ] |
| 2015 | 4. Crystal Mouse Awards                                                        | Mejor Actor                              | Kiralık Aşk | Nominado  | [ 22 ] |
| 2015 | 42. Golden Altin Kelebek                                                       | Mejor pareja (Dafne & Ömer)              | Kiralık Aşk | Ganadores | [ 23 ] |
| 2015 | 6. Premios de Redes Sociales de la Universidad Técnica de Estambul             | Actor más social                         | Kiralık Aşk | Ganador   | [ 24 ] |
| 2016 | 12º Premios YTÜ Estrellas del Año o Premio de la Universidad Técnica de Yıldız | Actor de TV más admirado                 | Kiralık Aşk | Ganador   | [ 25 ] |
| 2016 | 2. Premios Elele Kadin                                                         | Actor inspirador del año                 | Kiralık Aşk | Ganador   | [ 26 ] |
| 2016 | 23º Premios a los logros de ITÜ EMÖS                                           | Actor de serie de TV más exitoso del año | Kiralık Aşk | Nominado  |        |
| 2016 | 2.Turkey Youth Awards                                                          | Mejor actor en una serie de televisión   | Kiralık Aşk | Ganador   | [ 27 ] |
| 2016 | 7. Premios KTÜ Medya                                                           | Actor favorito                           | Kiralık Aşk | Nominado  |        |
| 2016 | 5. Premios de Medios de la Universidad Gelisim de Estambul                     | Mejor actor                              | Kiralık Aşk | Ganador   | [ 28 ] |
| 2016 | 4. Premios de la Universidad de Yeditepe                                       | Mejor actor                              | Kiralık Aşk | Ganador   | [ 29 ] |